# Marcus Wandt
Hans Marcus Wandt, född 22 september 1980 i Mora församling, Kopparbergs län, är en svensk flygingenjör och stridspilot som ingår i ESA:s astronautgrupp. Han har också norskt medborgarskap. Han är utbildad elektronikingenjör på Chalmers tekniska högskola och har också genomgått officersprogrammet på Militärhögskolan Karlberg. Marcus Wandt är överstelöjtnant i flygvapnet och stridspilot i 211. stridsflygdivisionen vid Norrbottens flygflottilj men är tjänstledig för uppdraget som astronaut.

## Biografi

### Uppväxt och utbildning
Marcus Wandt föddes i Mora 1980, men växte upp på Hammarö utanför Karlstad i Värmland.
Sin gymnasieutbildning fick han vid Sundsta-Älvkullegymnasiet i Karlstad. Därefter studerade han till civilingenjör inom elektroteknik med inriktning på elektronik och artificiell intelligens, kommunikationsteknik och grundläggande rymdteknik vid Chalmers tekniska högskola. Parallellt med studierna vid Chalmers gick Wandt officersprogrammet vid Militärhögskolan Karlberg där han tog examen som stridspilot. Inom det militära har Wandt även en bakgrund som fallskärmsjägare.
Wandts mor kommer från Toten i Norge och han har därför även norskt medborgarskap.

### Karriär

#### Astronaut
Marcus Wandt blev antagen till Europeiska rymdorganisationens (ESA) astronautprogram i november 2022. Vid tiden för antagandet kallade ESA honom Member of the Astronaut Reserve. Hans dubbla medborgarskap gör honom också till den första astronauten med norskt medborgarskap.

#### Axiom Mission 3
Den 16 juni 2023 tillkännagavs att Wandt inom ett år skulle åka till den internationella rymdstationen (ISS). Flygningen kallas Axiom Mission 3 och sköts av företaget Axiom Space, som i sin tur anlitar företaget SpaceX för själva transporten till och från rymdstationen. Bakom finansieringen av Wandts resa står bland andra Saab AB och svenska försvarsmakten.[källa behövs] Totalt betalade Sverige 400–450 miljoner kronor varav 200 miljoner kronor betalades av svenska staten.
Uppskjutningen av Wandt skedde på kvällen den 18 januari 2024 och dockningen med ISS skedde på förmiddagen den 20 januari. Den 9 februari landade kapseln i havet utanför Floridas kust. Resan ner från rymdstationen tog cirka 48 timmar och uppsköts flera gånger på grund av dåliga väderförhållanden.

## Utmärkelser
- H.M. Konungens medalj av guld i 8:e storleken i Serafimerordens band[19] (2025)